# 嘉北郊野公园
嘉北郊野公园是中華人民共和國上海市嘉定區的一座公園，东至沈海高速，西至嘉松北路，南至嘉安公路，北至郊野公园大道，面积13.98平方公里。公園內分為鳥類棲息林、兒童活動林、歡聚休閒林、靜謐養生林、入口休憩林、生態保育林和甜蜜愛情林。公園於2017年9月23日試開園。

## 外部連結
- 官方网站